# 摩西阿維夫塔
摩西阿維夫塔（希伯來語：‎）是以色列的一座摩天大樓，高235米（771英尺），位於鑽石交易區。摩西阿維夫塔共有68層，通稱City Gate（希伯來語：‎）。該建築曾是以色列最高的建築物，但隨著特拉維夫阿茲里薩羅納塔竣工，現在是以色列第二高建築。摩西阿維夫塔的建築外觀模仿了法蘭克福的城西之塔。摩西阿維夫塔於1998年開始施工，2003年竣工，總耗資1.33億美元。塔內建築面積有18萬平方米。摩西阿維夫塔也出現在以色列國家彩票的電視廣告。
摩西阿維夫塔是一座多功能建築，最頂層的11樓作為住宅使用。而在此之下的部分則大部分作為辦公樓使用。低層部分則是商業區。三層有一個供居民、辦公人員和遊客使用的猶太會堂。樓頂的圓形部分可作為直升機停機坪使用。
拉馬干現在有在摩西阿維夫塔附近興建一座類似建築的計劃。該建築名為精英塔，高度和摩西阿維夫塔相同，位於現在精英工廠（Elite Factory）的地址。

## 外部連結
官方网站